# Benny de Weille
Benny de Weille   (Lübeck, 6 de març de 1915 - Sylt, 17 de desembre de 1977) va ser clarinetista swing, compositor, arranjador, líder de la banda i productor musical de swing.

## La vida
El model musical de De Weille va ser Benny Goodman. Els primers anys de la seva carrera va tocar en orquestres holandeses. Després dels seus estudis, que va completar als Països Baixos, entre altres llocs, es va traslladar a Berlín el 1938, on va treballar inicialment com a músic swing amb Teddy Stauffer i els seus "Original Teddies". Als anys 30, ell i el seu trio de bar van tocar música lleugera i swinging. Per exemple, el 1938, poc després de la publicació de l'èxit mundial d'Ella Fitzgerald "A Tisket - A Tasket", va afegir aquesta peça com a versió instrumental al seu repertori. Des del 1940 va tocar discos amb diverses grans bandes, incloses amb Heinz Burzynski. El 1942 va publicar la seva pròpia composició, "Mein Herz geht auf", per a la qual Ralph Maria Siegel havia proporcionat el text. A "Odeon", el 1943, va publicar una versió instrumental elegantment basculant de la composició cinematogràfica d'Ernst Erich Buder; Avui, tot el món fa música per a mi. També va treballar amb Freddie Brocksieper. Va tocar el clarinet a la big band Charlie and His Orchestra, una banda de propaganda de l'època nazi. A més de Brocksieper i de Weille, la big band també incloïa Willy Berking i Helmut Zacharias. El 1944 va compondre la cançó marinera Hau ruck, Hau ruck, min Seemann.
Després del final de la Segona Guerra Mundial, va treballar a Frankfurt amb músics diferents per al "Hessischer Rundfunk". Després va anar a NWDR per acabar convertint-se en director de producció de "Polydor". En aquest paper va acompanyar a vocalistes com Friedel Hensch, Dorle Rath i Renée Franke amb una orquestra d'estudi. El 1951 va gravar la cançó del vals Si no coneixes una noia amb Lale Andersen i la seva orquestra de ball. El CD Benny de Weille i la seva orquestra de ball contenen clàssics dels anys 40 i 50 amb títols com Ich hab 'eine Schwächte für blonde Frau'n (1940) Midnight on the Congo (1948) i Farewell, little Rosemarie (1944) amb artistes com Friedel Hensch, Margot Hielscher i Heinz Erhardt que van cantar juntament amb Renée Franke Baby es rnet yet (1950) de Frank Loesser. Els seus discos de vinil amb títols com O Donna Juanita i O, la (cara B), Gesang Dorle Rath i Heinz Woezel encara es comercialitzen, així com el disc Benny de Weille publicat per "Polydor" i els seus solistes amb els títols Schade, Yither eres dolça, com la xocolata, mare, això és un error amb el cant de Ruth Bruck. Va compondre el tango Let us dream al llac Major, valsos lents com Holdrioh, liebes Echo, So long (Das Lied vom alten Joe) i va arreglar títols de Franz Grothe com Ich hab 'such an Animus.
El 1951, es va interpretar a si mateix com a líder de la banda a la pel·lícula Come On First; a Sota les mil llanternes de 1952 va ser director d'orquestra. Benny de Weille també va escriure música cinematogràfica, per exemple per a la pel·lícula Street Serenade de 1953 i la pel·lícula Music, Music and Just Music de 1955.
Del seu matrimoni amb una dona holandesa, va tenir una filla, Kamille Lilly van Heel, nascuda el 1938. Amb la cantant i actriu italo-alemanya Nana Gualdi (1932-2007) va tenir el fill Bernard (* 1958).

## Filmografia
- 1952: Die Stimme des Anderen
- 1953: Straßenserenade
- 1955: Musik, Musik und nur Musik

## Entrades lèxiques
- Jürgen Wölfer: Jazz in Deutschland. Das Lexikon. Alle Musiker und Plattenfirmen von 1920 bis heute. Hannibal, Höfen 2008, ISBN 978-3-85445-274-4.